# بريدج

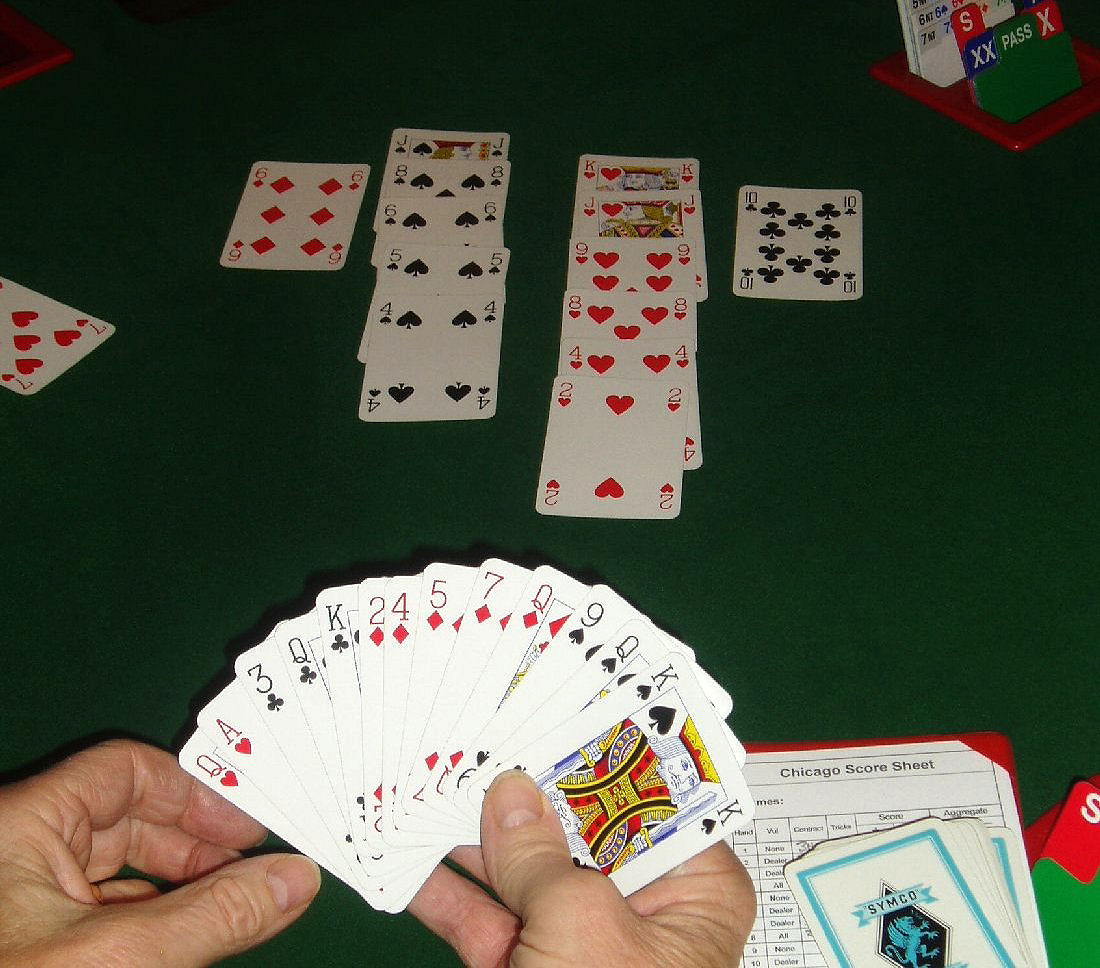
لعبة البريدج

البريدج أو جسر العقد، أو ببساطة الجسر، (بالإنجليزية: Contract bridge)‏ هي لعبة ورق خادعة تستخدم مجموعة ورق قياسية من 52 بطاقة. في شكلها الأساسي، يتم لعبها من قبل أربعة لاعبين في شراكتين متنافستين، مع شركاء يجلسون مقابل بعضهم البعض حول طاولة. [أ] يلعب ملايين الأشخاص لعبة الجسر في جميع أنحاء العالم في النوادي والبطولات عبر الإنترنت ومع الأصدقاء في المنزل، مما يجعلها واحدة من أشهر ألعاب الورق في العالم، وخاصة بين كبار السن. الاتحاد العالمي للجسر (WBF) هو الهيئة الإدارية للجسر التنافسي الدولي، مع العديد من الهيئات الأخرى التي تدير الجسر على المستوى الإقليمي.